# Liste des autoroutes du Québec
Ceci est la liste des autoroutes du Québec.

## Anciennes autoroutes et projets
- Autoroute 6
- Autoroute 18
- Autoroute 51
- Autoroute 65
- Autoroute 430
- Autoroute 540 (Vaudreuil-Dorion)
- Autoroute 550
- Autoroute 720
- Autoroute 755
- Autoroutes sous le mont Royal

## Autres voies rapides
Certaines routes provinciales du Québec possèdent des sections à voies rapides plus ou moins longues:
- Route 105
- Route 112
- Route 116
- Route 117
- Route 125
- Route 131
- Route 132
- Route 133
- Route 134
- Route 138
- Route 148
- Route 158
- Route 170
- Route 175
- Route 185
- Route 201